# 州際通商委員会

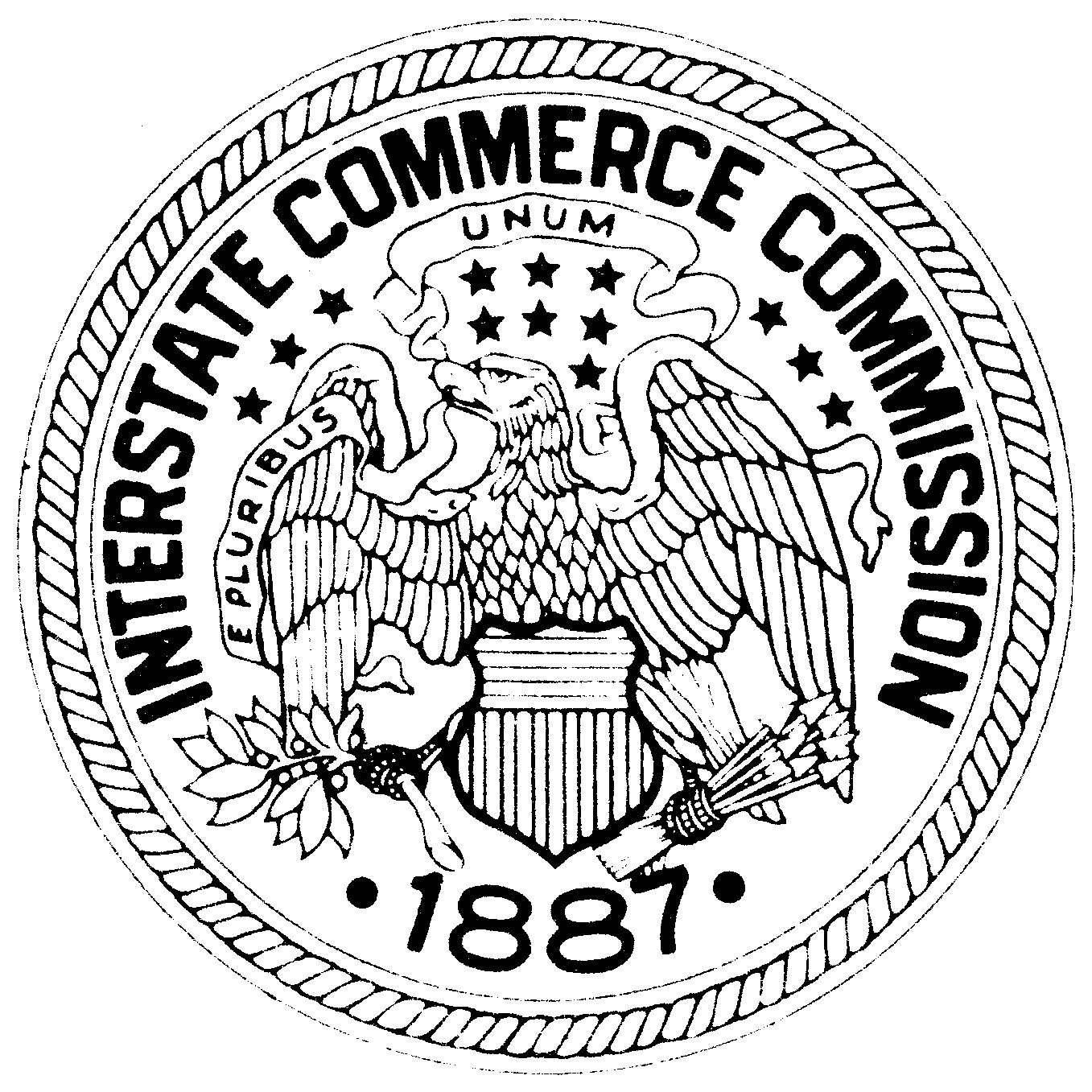
州際通商委員会の紋章

州際通商委員会（しゅうさいつうしょういいんかい、Interstate Commerce Commission、略称ICC）は、アメリカ合衆国において規制を司っていた組織である。その設立は、グロバー・クリーブランドの署名により成立した1887年州際通商法に基づく。この組織は1995年に廃止され、業務は陸上交通委員会（Surface Transportation Board）に移行した。州間通商委員会、州際商業委員会、州間商業委員会、などとも訳される。

## 解説
設立時の委員は5人。その5人とも、当時の鉄道会社は経済的に強大な力を持っており、それをほしいままに乱用しているという見解を持っていた。中でも大きな問題とされたのは、同じような環境にあっても競争のない地域では運賃が高く、競争のある地域では非常に運賃が低く設定されていたことであった。
また、鉄道会社が自治体や州政府への影響力を持ち、鉄道への批判を封じるために、公選公職者、新聞記者、閣僚などのオピニオン・リーダーたりうる者に年間通用パスを与えるという慣習が広まっていたことも問題であった。こうしたいくつかの鉄道側の問題行為は一般的には知られていなかったが、ジャーナリストであるチャールズ・エドワード・ラッセル（Charles Edward Russell）は、鉄道批判を展開する新聞用紙の運搬を鉄道会社が拒否したことを暴いた。
州際通商法（Interstate Commerce Act）は待遇に差別を設けることを禁じており、もっとも適正な料金を決める権限をICCに与えていた。また、エルキン法（Elkins Act）は料金を公示することを義務づけていた。
こうした経済的活動として行われる待遇差別を禁止する法律は違憲だとして鉄道会社が異議を申し立てるに至ったが、アメリカ合衆国最高裁判所は合憲判決を下した。この判決は、アメリカ合衆国憲法修正第14条と、そこで記述されている平等保護条項に基づくものだとした。
最高裁判所は、もし「個人または私企業が、経済的見地から特定の利用者に便宜または不便を図ること」を禁止する法律が制定されたとしても、特定の利用者に対する保護法が成立しない限りはアメリカ合衆国議会が廃案にするだろうと考えていた。
ICCが発足した時点では、必要十分な権限を与えられていなかった。その後、権限が拡大されていき、法律でICCが運賃の下限と上限を決めることができるようになった。さらにその後、鉄道の安全面の管理権限も州から移譲された。
長く論争となったのは、短距離の場合でも長距離の場合より運賃を割高とすることを禁じた法律の解釈であった。文字通りに適用すれば、多くの鉄道にとって、この条項は関係のないことであった。
1910年から1934年までの間、ICCは州間の電話サービスを規制する権限も持っており、後に連邦通信委員会に移譲された。

## リプリー・プラン
1920年交通法（Transportation Act of 1920）は、鉄道会社統合プランの受け入れ準備をICCに課した。1920年から1923年までの間、ハーバード大学の政治経済学教授であるウィリアム・ゼバイナ・リプリー（William Z. Ripley）は地域別に鉄道会社を統合するICC案を書き上げた。この案はリプリー・プランとして知られ、ICCによって「アメリカの鉄道を限られた数のシステムへ統合するにあたって」という議題の元で多くのヒアリングが行われた。
リプリー案にあった21の地域案は、以下のとおりである。
1. ボストン・アンド・メーン鉄道 - メーン・セントラル鉄道、バンゴール・アンド・アルーストック鉄道、デラウェア・アンド・ハドソン鉄道
2. ニューヨーク・ニューヘイブン・アンド・ハートフォード鉄道 - ニューヨーク・オンタリオ・アンド・ウェスタン鉄道、リーハイ・アンド・ハドソン・リバー鉄道、リーハイ・アンド・ニュー・イングランド鉄道
3. ニューヨーク・セントラル鉄道 - ラトランド鉄道、バージニアン鉄道、シカゴ、アッティカ・アンド・サザン鉄道
4. ペンシルバニア鉄道 - ロング・アイランド鉄道
5. ボルチモア・アンド・オハイオ鉄道 - ニュー・ジャージー・セントラル鉄道、レディング鉄道、バッファロー・アンド・サスケハナ鉄道、ロチェスター・アンド・ピッツバーグ鉄道、デトロイト・トレド・アンド・アイアントン鉄道の50%、デトロイト・アンド・トレド・ショア・ライン鉄道の50%、モノン鉄道、シカゴ・アンド・アルトン鉄道（アルトン鉄道）
6. チェサピーク・アンド・オハイオ鉄道・ニッケル・プレート鉄道 - ホッキング・バレー鉄道、エリー鉄道、ペレ・マルケッテ鉄道、デラウェア・ラッカワナ・アンド・ウェスタン鉄道、ベッセマー・アンド・レイク・エリー鉄道、シカゴ・アンド・イリノイ・ミッドランド鉄道、デトロイト・アンド・トレド・ショア・ライン鉄道の50%
7. ウォバッシュ鉄道・シーボード・エア・ライン鉄道 - リーハイ・バレー鉄道、ホイーリング・アンド・レイク・エリー鉄道、ピッツバーグ・アンド・ウェスト・バージニア鉄道、ウェスタン・メリーランド鉄道、アクロン・カントン・アンド・ヤングスタウン鉄道、ノーフォーク・アンド・ウェスタン鉄道、デトロイト・トレド・アンド・アイアントン鉄道の50%、トレド・ピオリア・アンド・ウェスタン鉄道、アナーバー鉄道、ウィンストン・セーラム・サウスバウンド鉄道の50%
8. アトランティック・コースト・ライン鉄道 - ルイビル・アンド・ナッシュビル鉄道、ナッシュビル・チャタヌーガ・アンド・セント・ルイス鉄道、クリンチフィールド鉄道、アトランタ・バーミングハム・アンド・コースト鉄道、モバイル・アンド・ノーザン鉄道、ニューオーリンズ・グレート・ノーザン鉄道の25%、シカゴ・インディアナポリス・アンド・ルイビル鉄道（モノン鉄道）の50%、ウィンストン・セーラム・サウスバウンド鉄道の50%
9. サザン鉄道 - ノーフォーク・サザン鉄道、テネシー・セントラル鉄道のナッシュビル以西、セント・ルイス・サウスウェスタン鉄道（コットン・ベルト鉄道）、アトランタ・アンド・セント・アンドルーズ・ベイ鉄道
10. イリノイ・セントラル鉄道 - ジョージア・セントラル鉄道、ミネアポリス・アンド・セント・ルイス鉄道（ナッシュビル以西）、セント・ルイス・サウスウェスタン鉄道（コットン・ベルト鉄道）、アトランタ・アンド・セント・アンドルーズ・ベイ・鉄道
11. シカゴ・アンド・ノース・ウェスタン鉄道 - シカゴ・アンド・イースタン・イリノイ鉄道、リッチフィールド・アンド・マディソン鉄道、モバイル・アンド・オハイオ鉄道、コロンバス・アンド・グリーンビル鉄道、レイク・スペリオル・アンド・イシュペミング鉄道
12. グレート・ノーザン鉄道・ノーザン・パシフィック鉄道 - スポケーン・ポートランド・アンド・シアトル鉄道、ブッテ・アナコンダ・アンド・パシフィック鉄道の50%
13. ミルウォーキー鉄道 - エスカナバ・アンド・レイク・スペリオル鉄道、ダルース・ミセーベ・アンド・ノーザン鉄道、ダルース・アンド・アイアン・レンジ鉄道、ブッテ・アナコンダ・アンド・パシフィック鉄道の50%、スポケーン・ポートランド・アンド・シアトル鉄道のポートランドへの線路通行権
14. バーリントン・ルート - コロラド・アンド・サザン鉄道、フォート・ワース・アンド・デンバー鉄道、グリーン・ベイ・アンド・ウェスタン鉄道、ミズーリ・カンザス・テキサス鉄道、トリニティ・アンド・ブラゾス・バレー鉄道の50%、オクラホマ・シティ・アダ・アトカ鉄道
15. ユニオン・パシフィック鉄道 - カンザス・シティ・サザン鉄道
16. サザン・パシフィック鉄道
17. アッチソン・トピカ・アンド・サンタフェ鉄道 - シカゴ・アンド・グレート・ウェスタン鉄道、カンザス・シティ・メキシコ・アンド・オリエント鉄道、ミズーリ・アンド・ノース・アーカンソー鉄道、ミッドランド・バレー鉄道、ミネアポリス・ノースフィールド・アンド・サザン鉄道
18. ミズーリ・パシフィック鉄道 - テキサス・アンド・パシフィック鉄道、カンザス・オクラホマ・アンド・ガルフ鉄道、デンバー・アンド・リオグランデ・ウェスタン鉄道、デンバー・アンド・ソルト・レイク鉄道、ウェスタン・パシフィック鉄道、フォート・スミス・アンド・ウェスタン鉄道
19. セント・ルイス・サンフランシスコ鉄道 - アラバマ・テネシー・アンド・ノーザン鉄道、トリニティ・アンド・ブラゾス・バレー鉄道の50%、ルイジアナ・アンド・アーカンソー鉄道、メリディアン・アンド・ビッグビー鉄道
20. カナディアン・ナショナル鉄道 - デトロイト・グランド・ヘイブン・アンド・ミルウォーキー鉄道、グランド・トランク・ウェスタン鉄道
21. カナダ太平洋鉄道 - スー・ライン鉄道、サウス・ショア・アンド・アトランティック鉄道、ミネラル・レンジ鉄道[4]

### 入換専業鉄道
100の入換専業鉄道も計画されていたが、1940年交通法が統合案を否定したためにこの計画は廃棄された。

## 黒人差別への見解
南北戦争後のアメリカでは、ジム・クロウ法などにより、公共施設（特に鉄道）においては黒人（奴隷として強制的に連れてこられた黒人及び子孫）と白人とを分離して利用させるようになった。建前上は「同じ設備であれば分離してもよい」であったが、実態は黒人側には粗末な設備の車両、すなわち多くの場合は荷物車、時には貨車があてがわれた。
プレッシー対ファーガソン裁判も参照
人種差別は、その努力にもかかわらず撤廃のための大きな議論にもならなかったが、黒人が白人用車両に乗り込むことを強行したり、あるいは1等の乗車券を持った黒人が2等の差別車両に移動させられたりということは日常的に起こっていた。ICCは乗客が不平を訴えるときには市民権を説かねばならなかった。
規制をする側とされる側が良好な関係を保っていたのは、南北戦争直後だけであった。南部の鉄道から、徐々に黒人用に寝台車や食堂車、座席車を分離しはじめた。その当時、「不当な選り好み」は「個人差別」と同様に禁じる、という法の条文は、人種差別を撤廃していく活動家への暗示だという見方もされていた。
しかしながら、象徴する二つの事件において、ICCは不平を訴えていた黒人の側ではなく鉄道の側に立った。ミッチェル対アメリカ政府裁判（Mitchell v. United States、1941年）、ヘンダーソン対アメリカ政府裁判（Henderson v. United States、1950年）ともに、最高裁判所はICCよりも開放的な見解を持っていた。1962年、ICCはバスとバス停における人種差別を禁じたが、最高裁判所の人種差別融和策とフリーダム・ライド（Freedom ride）が、義務化されるまで、数ヶ月間実行されなかった。

## 批判

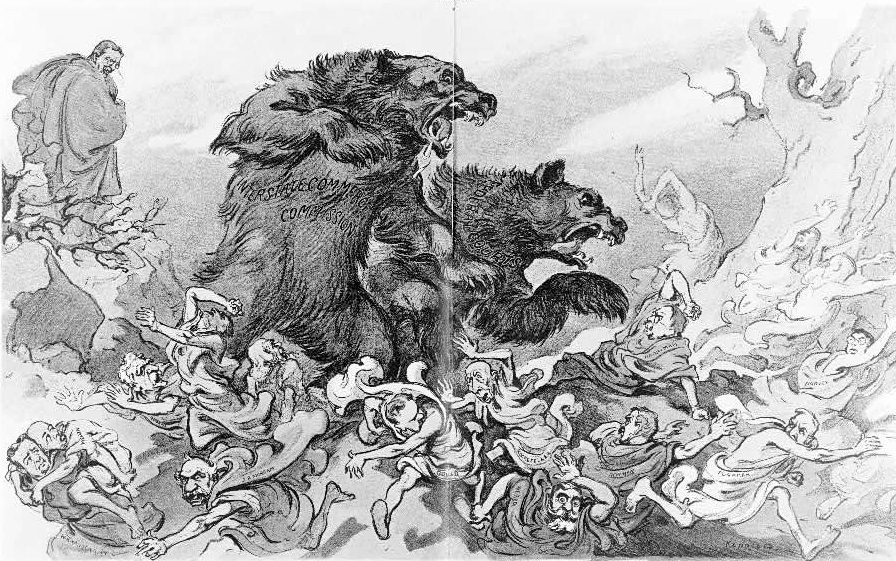
ICCと裁判所という2匹の巨大なクマがウォール街を襲うイラスト。Puck Magazine（1907年5月8日）

1906年と1907年の鉄道運賃規制は鉄道会社の株価を下落させ、1907年恐慌（panic of 1907）を引き起こす要因のひとつとなった。
ミルトン・フリードマンのような経済学者や歴史家は、ICCの規制が逆に鉄道業界を強化し、競争を妨げる「規制の虜」になると主張した。

## 廃止
1970年代から1980年代にかけて、議会はいくつかの規制緩和対策を議決した。1995年、ICCの権限は大幅に縮小され、残された権限は陸上輸送委員会に移譲し、ICCは廃止された。

## ICCが残した影響

### アメリカ国内
ICCは、のちの規制のモデルとなった。例えば、州医事当局（State Medical Boards、歴史的に医師らによって構成されていた）とは違い、規制対象とは関係を持たない7人のICC委員らが機能した。そしてICCのようにのちの政府機関は任命期間をずらした複数のそれぞれ独立した委員で構成されるようになった。連邦レベルでICCに倣ったものは、連邦貿易委員会（Federal Trade Commission、FTC、1914年）、連邦通信委員会（1934年）、証券取引委員会（1934年）、労働関係委員会（National Labor Relations Board、NLRB、1935年）、民間航空委員会（Civil Aeronautics Board、1940年）、米国消費者製品安全委員会（1975年）。
近年はこうした規制の構造は流行ではない。1960年代以降に作られた政府機関、例えば
労働安全衛生局（OSHA、1970年）や米国運輸保安局（2002年）などは、通常、大統領が任命した一人が主導し、知事局内に設置された。こうしたトレンドはおそらく正式に州レベルに要請したわけではないが、州レベルで同じである。

### オーストラリアへの影響
ICCはオーストラリアに強い影響を与えた。オーストラリア憲法は101節から104節と73節が州際委員会（Inter-State Commission）の設立について割かれており、これはICCをモデルとしている。しかしながら、この条項の大部分は施行されなかった。